# چاتان، اوکیناوا
چاتان، اوکیناوا (به لاتین: Chatan, Okinawa) یک منطقهٔ مسکونی در ژاپن است که در استان اوکیناوا واقع شده‌است. چاتان ۲۸٬۲۹۹ نفر جمعیت دارد.